# Fresk

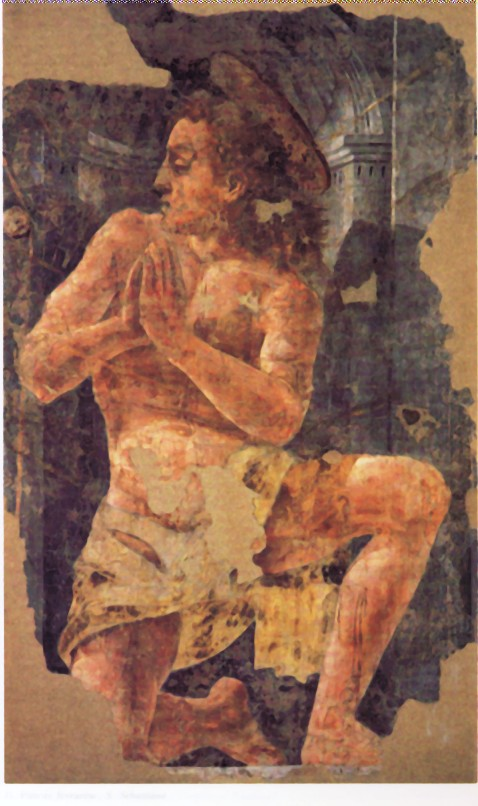
Św. Sebastian - fresk anonimowego XV-wiecznego artysty, Pinacoteca Nazionale, Ferrara, Włochy

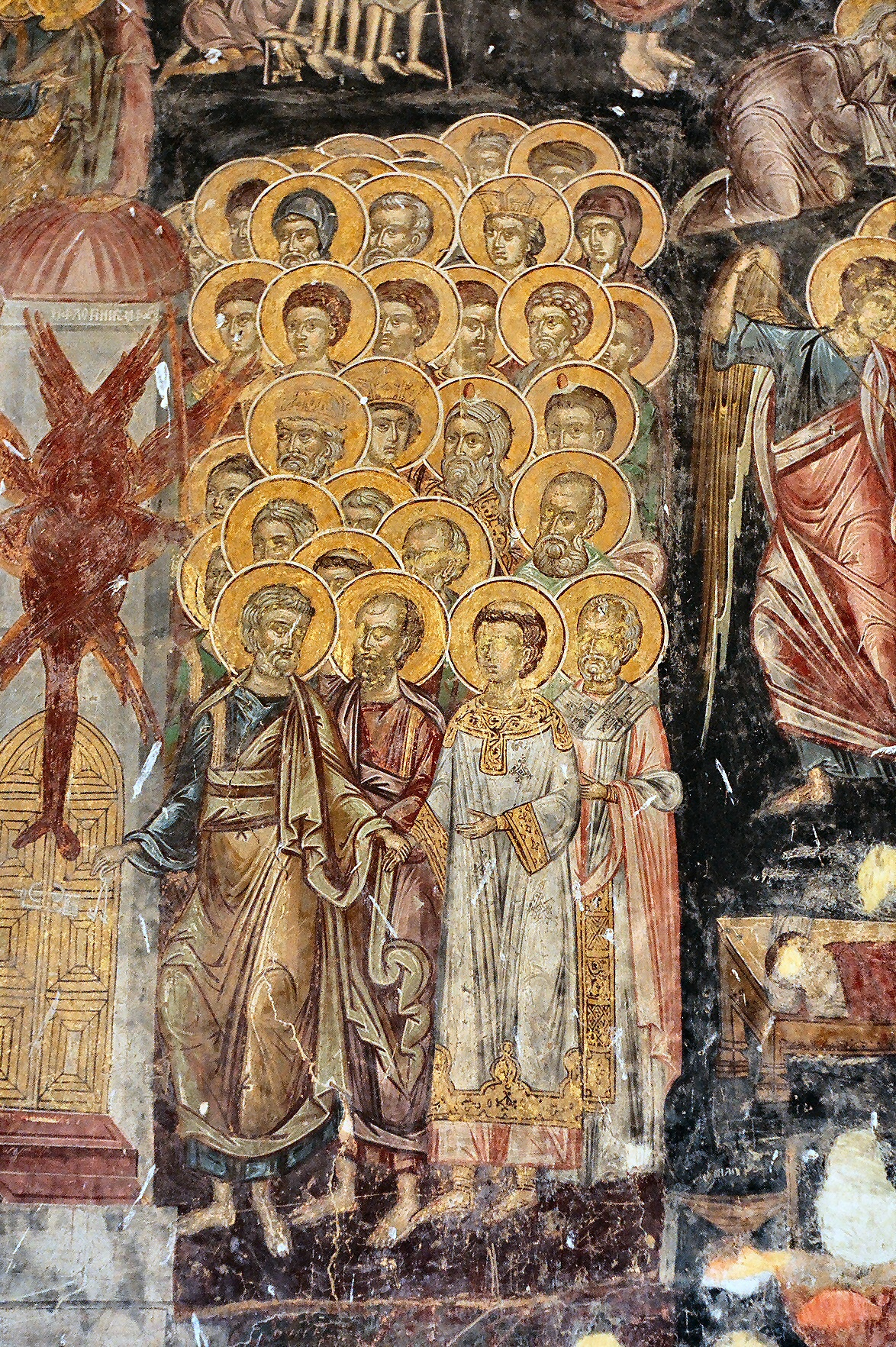
Jeden z fresków zdobiących ściany Monastyru Rożeńskiego w Bułgarii

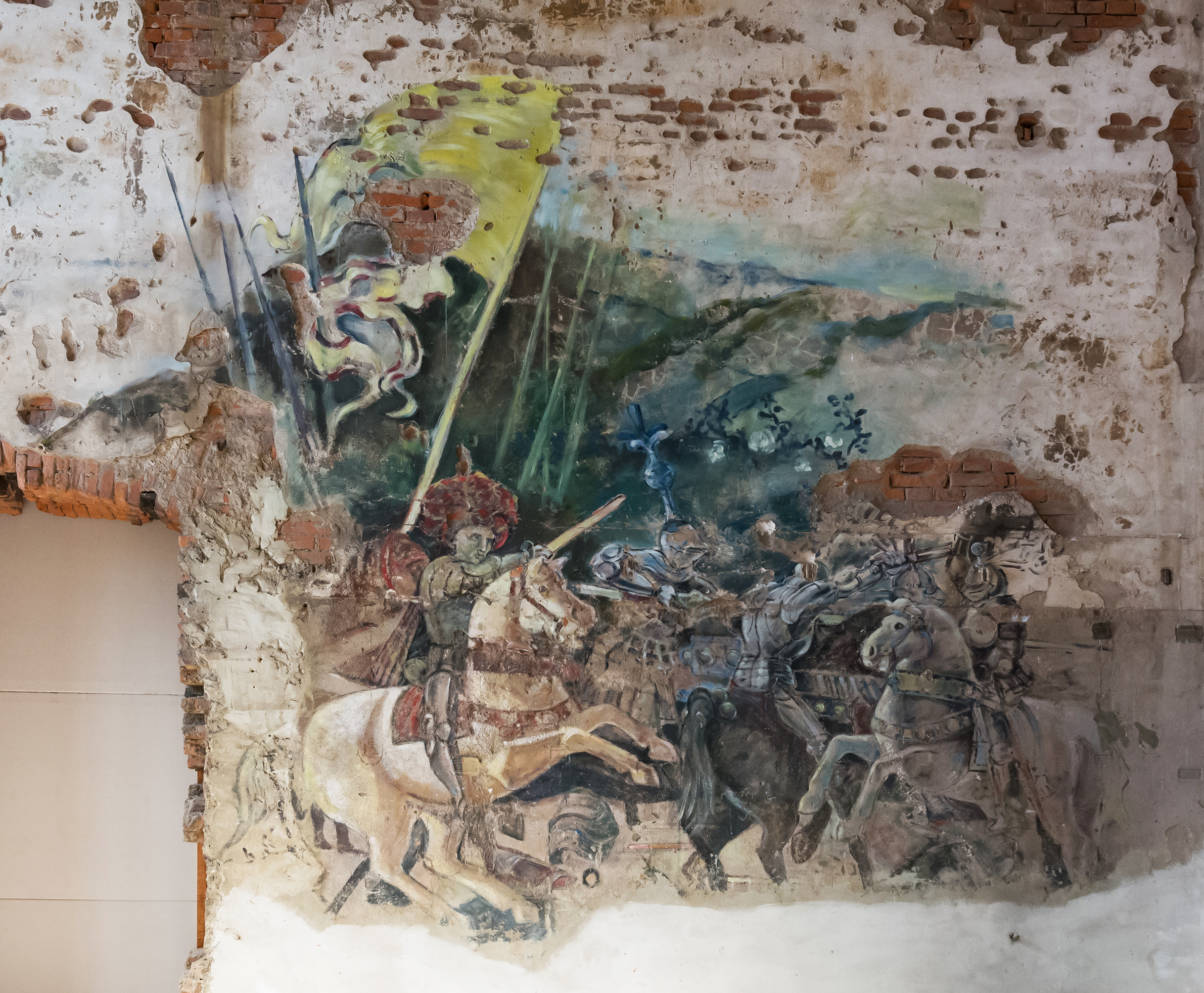
Fresk w Pałacu w Kamieńcu Ząbkowickim

Fresk (z wł. fresco – świeży) – technika malarstwa ściennego polegająca na malowaniu na mokrym tynku farbami odpornymi na alkaliczne działanie zawartego w zaprawie wapna. Inne nazwy to al fresco i buon fresco.
Potocznie jako fresk określa się wszelkie malowidła ścienne, wykonane różnymi technikami. W ścisłym rozumieniu nazwa fresk odnosi się jednak wyłącznie do tych, które zostały wykonane na mokrym tynku.
Fresk jest jedną z najtrudniejszych technik malarstwa, ponieważ przy jej stosowaniu dokonywanie jakichkolwiek poprawek i zmian w malowaniu jest praktycznie niemożliwe. Należy jednak do najtrwalszych rodzajów malarstwa ściennego.

## Wykonanie
Freski malowane są na mokrym tynku wykonanym jako wielowarstwowy z warstwami wykonanymi z zapraw o różnym składzie. Pierwsza warstwa zwana arriciato leży bezpośrednio na murze, jest gruba. Zawiera ona wapno gaszone, gruboziarnisty piasek i odłamki cegieł lub kamieni. Druga warstwa to intonaco. Jest to warstwa gładka do malowania. Zawiera wapno gaszone, drobny piasek cedzony lub pył marmurowy. Na tej warstwie zaczyna się malować fresk.
Fresk malowany jest specjalnymi farbami przy użyciu pędzli. Farby zawierają barwniki odporne na alkaliczne działanie wapna. Barwnik rozprowadzany jest wodą deszczową. Spoiwem jest podłoże intonaco, ponieważ wapno gaszone z dwutlenkiem węgla tworzy krystaliczny węglan wapnia, który trwale wiąże cząsteczki farby. Fresk jest trwały bo spaja się z podłożem, w ten sposób uzyskuje się trwałe, intensywne barwy.
Fresk maluje się partiami, ponieważ warstwę intonaco kładzie się partiami tak dużymi, jakie można zamalować w ciągu dnia (giornata) - po zaschnięciu konieczne jest skucie niezamalowanych partii i położenie świeżej warstwy. Przed naniesieniem fresku na ścianę tworzy się kartony, a przy użyciu siatki powiększa się wzór. Kontury odciska się w świeżym tynku.

## Historia
Początki fresku sięgają starożytności. Do znanych fresków należą minojskie, na których przeważają tematy religijne, motywy roślinne i zwierzęce oraz zagadkowe tauromachie - sceny walki lub zabaw z bykami.
W XIV i XV w. prawdziwe freski, czyli buon fresco (wykonywane na świeżym i jeszcze wilgotnym tynku), malowane były dość rzadko. Jedyne przykłady zastosowania tej techniki w tym czasie to freski Giotta w kaplicy Scrovenich w Padwie oraz freski Masaccia w kaplicy Branccacich we Florencji. Bardziej popularny był częściowy fresk, czyli al fresco – po wyschnięciu dokonywano poprawek przy pomocy barwników organicznych. Od Giotta następował ogromny rozwój fresku. Najbardziej jednak rozpowszechnił się w renesansie. Po baroku fresk stał się praktycznie porzuconą techniką. Od XVII do XIX w. al fresco mieszało się z al secco.